# Trần Hữu Thung
Trần Hữu Thung (1923-1999) là một nhà thơ Việt Nam nổi tiếng với bài thơ Thăm lúa. Ông được tặng Giải thưởng Nhà nước về Văn học Nghệ thuật năm 2001.

## Thân thế sự nghiệp
Trần Hữu Thung sinh ngày 26 tháng 7 năm 1923 tại xã Diễn Minh, huyện Diễn Châu, tỉnh Nghệ An. Tham gia Việt Minh từ 1944. Trong kháng chiến chống Pháp là cán sự văn hóa, cán bộ tuyên truyền thuộc Liên khu IV rồi phụ trách Chi hội văn nghệ liên khu. Làm thơ, viết ca dao nhiều từ dạo đó. Trần Hữu Thung có phong cách một nhà thơ dân gian. Thơ đối với ông, những ngày đầu cầm bút, chỉ là phương tiện công tác, ông viết để ca ngợi chiến công, phổ biến chủ trương chính sách, phản ánh đời sống người nông dân kháng chiến. Lời lẽ mộc mạc, tình cảm thật thà, phổ cập. Ông không nói chuyện mình. Không vui buồn chuyện riêng. Đúng hơn, lòng ông vui buồn cùng vận nước, tình dân. Những bài thơ bài văn của ông được nhiều người yêu quý và trân trọng.
Ngoài “Thăm lúa” - bài thơ được đưa vào sách giáo khoa, được nhiều người bình giảng, ông còn có bài thơ hay khác là “Anh vẫn hành quân” đã được nhạc sĩ Huy Du phổ nhạc.
Ông mất năm 1999 tại quê nhà.

## Tác phẩm
- Việt Nam ly khúc (1944), thơ dài
- Thăm lúa (1950), thơ (tác phẩm nổi bật)
- Dặn con (1955), tập thơ
- Ngày thu ấy: Khúc ca Cách mạng tháng 8 (1957), trường ca
- Tôi làm ca dao (1959), tiểu luận
- Hai Tộ hò khoan (1961), thơ
- Chị Nguyễn Thị Minh Khai (1961), truyện thơ
- Gió Nam (1962), truyện thơ
- Đồng tháng Tám (1965), tập thơ
- Ký ức Vinh rực lửa (1969), truyện ký
- Đất quê mình (1971), tập thơ
- Tiếng chim đồng (1975), tập thơ
- Ngày ấy bên sông Lam (1980) (kịch bản phim)
- Anh vẫn hành quân (1983), tập thơ
- Sen quê Bác (1985 - 1987), tập thơ
- Ký ức đồng chiêm (1988), tập bút ký
- Thơ vụn vặt (1996)
- Hồi ức về săn bắn (1996), hồi kí
- Ca dao về Bác Hồ (1998), tập thơ - ca dao
- Lời của cây            ,tập thơ

## Đánh giá
| “           | Theo mình, trong lớp thi sĩ mới từ sau Cách mạng tháng Tám, Thung đã có chỗ hẳn hoi, duy nhất. Nên luôn cố gắng, chân tâm làm thi sĩ, Thung sẽ cống hiến được một cái gì đó cho thơ Việt Nam... | ” |
| — Xuân Diệu | |   |

| “          | Nhà thơ nông dân | ” |
| — Bùi Hiển |                  |   |

## Giải thưởng
- Huy chương vàng, Giải thưởng thơ tại Liên hoan thanh niên thế giới năm 1953, "Thăm lúa"
- Giải khuyến khích Giải thưởng văn nghệ 1951 - 1952 về thơ cho tác phẩm Hai Tộ hò khoan
- Giải nhì Giải thưởng văn nghệ 1954 - 1955 về thơ cho 2 tập Đồng tháng Tám và Dặn con